# 5536 Honeycutt
5536 Honeycutt (1955 QN) là một tiểu hành tinh vành đai chính được phát hiện ngày 1955-08-23 ở Đài thiên văn Goethe Link, Đại học Indiana. Nó được đặt theo tên nhà thiên văn học Kent Honeycutt.